# Межа (озеро)
Межа́ (Межо; бел. Мяжа́) — озеро в Городокском районе Витебской области в бассейне реки Ловать (протекает через озеро). Озеро расположено в 36 км на северо-восток от города Городок, около агрогородка Межа.
Площадь озера составляет 0,79 км², объём воды 0,51 млн м³. Длина озера 1,3 км, наибольшая ширина 0,93 км, длина береговой линии 3,52 км. Наибольшая глубина 2 м, средняя 0,6 м. Площадь водосбора 258 км².
Котловина Межи термокарстового типа. Склоны котловины высотой 2—5 м, пологие, песчаные и супесчаные, преимущественно распаханные, местами поросшие лесом. Береговая линия слабоизвилистая. Берега низкие, песчаные и торфянистые, поросшие кустарником. Пойма заболоченная, шириной до 300 метров.
Дно плоское, устлано опесчаненным илом и кремнезёмистым сапропелем. Мелководье песчаное. На озере остров площадью 0,1 га.
Через озеро протекает река Ловать и впадает река Шиша. Минерализация воды достигает 160 мг/л, прозрачность составляет 0,8 м, цветность — 110—120°. Озеро эвтрофное, полностью зарастает подводной растительностью.
В озере обитают лещ, щука, окунь, плотва, густера, краснопёрка и другие виды рыб.